# ポール・ラザースフェルド
ポール・ラザースフェルド（Paul Lazarsfeld, 1901年2月13日 - 1976年8月30日）は、アメリカ合衆国の社会学者。コロンビア大学応用社会調査研究部門（英語: Bureau of Applied Social Research）の長として、定量的調査の発展をリードしたし、アメリカ社会学会の会長も務めた。コミュニケーション研究の学祖と評されている。

## 研究内容

### ラジオ聴取研究
ラザースフェルドの研究は多岐に渡ったが、最も重要なものの一つとして1940年代のラジオ研究が挙げられている。
1937年、ロックフェラー財団の支援でラジオ研究は開始した。ラザースフェルドはその研究プロジェクトの総括責任者に選ばれ、A. H. キャントリル、F. スタントンが補佐をした。その研究内容は、ラジオ番組の聴取者の日常的接触実態を明らかにするのみにとどまらず、クイズ番組やソープオペラの愛好者研究、実況放送形式で脚色された「火星人の襲来」ドラマ放送の聴取者のパニック反応研究、戦時国債の販売促進のためのマラソン・ラジオキャンペーン放送研究なども扱い、後世の利用・満足研究の先駆けとなったとされる。
ラザースフェルドの行ったラジオ聴取研究は、マス・コミュニケーション研究の一部である「オーディエンス論」の初期の代表的な研究であるとされる。また、吉見俊哉はラジオ聴取研究について、当時の主流であった第二次世界大戦中のプロパガンダ研究を、宣伝研究と結びついたマス・コミュニケーション研究へと変化させたと評している。
また、ラザースフェルドが中心となったコロンビア学派のラジオ研究は「マスコミの受け手・効果研究を先導し、実証的マスコミ社会学の樹立への道を拓き、さらに応用社会調査研究所をコミュニケーション研究の総本山にのし上げた」とも評されている。

### 『ピープルズ・チョイス』が発見したオピニオン・リーダーの存在
さらに、ラザースフェルドの実証研究は、1960年代までのマス・コミュニケーション研究の出発点をなしていたと評価される。
ラザースフェルドらによる1948年の『ピープルズ・チョイス』では、1940年のアメリカ大統領選挙に際して、5月から11月の間オハイオ州エリー郡に滞在し、毎月3000サンプルの中から600サンプルを抽出して面接調査を行い有権者の投票行動を分析したが、この実証研究により、人々の行動決定に強い影響力を持つオピニオンリーダーの存在が証明され、「コミュニケーションの二段階の流れ」という新たな仮説が導き出された。つまり、人々がどこに投票するかを決めるときには、新聞やラジオの情報を鵜呑みにするのではなく、マス・メディアを視聴した一部のオピニオン・リーダーが他の人々に知見や意見をもたらすのだと示した。
これにより、当時主流であった、受け手がメディアのメッセージを全面的に受け入れるとする「皮下注射モデル（強力効果理論）」から、メディアは限定的な影響しか与えないとする「限定効果モデル（限定効果理論）」へと向かう流れが形成されたと言われている。
ただし、ラザースフェルドは活字メディアよりもラジオの方が投票行動に直接影響したとも結論づけており、「ラジオによる政治体験は、当該の人物との対面接触に似ているともいえる。それは、どちらかというとパーソナルな関係に近いものであり、だから一層効果的」として、マスとパーソナルの中間のメディアであるラジオの、情動的な語りかけの力に注意を促している。

## 著書
- 『民衆の選択』 (1944年)[9]
- 『投票』 (1954年)[9]

## 評価
政治学者H. D. ラスウェル、集団力学の理論的方法論的基礎を築いた心理学者K. レヴィン、説得的コミュニケーション効果の実験心理学的研究を主導した心理学者C. I. ホヴランらと並び、コミュニケーション研究の代表的先駆者として挙げられる。

## 後世への影響
ラザースフェルドの研究所に所属したテオドール・アドルノは、ラジオを通して交響曲が放送されることの問題点を指摘した「ラジオ・シンフォニー」などを著した。
また、ラザースフェルドとともにコミュニケーション研究を行ったE. カッツは、1977年のBBCへの報告書で「一般的にいえば、コミュニケーション研究は疑いもなくアメリカの科学である」と主張している。